# Serkadji-Gefängnis
Das Serkadji-Gefängnis (auch: Sarkadji-Gefängnis) ist ein ehemaliges Gefängnis in Algier, Algerien. Es liegt in der Kasbah, kaum 200 Meter vom Verteidigungsministerium und der Zentrale der Gendarmerie entfernt. Es wurde als Prison de Barberousse im Jahre 1857 in der französischen Besatzungszeit eröffnet. Während des Algerienkriegs, insbesondere vor dem Hintergrund der Schlacht von Algier, wurden hier Hunderte von Anhängern der Befreiungsfront sowie auch Pieds-noirs festgehalten, im Gefängnishof fanden 58 Hinrichtungen mit der Guillotine statt. Das Gefängnis wurde 2014 geschlossen. Die Anlage wird als nationales Museum genutzt.

## Massaker von 1995
Zwischen dem 21. und 22. Februar 1995 verübten algerische Sicherheitskräfte im Zuge eines Gefängnisaufstands an Gefangenen ein Massaker, bei dem mindestens 96 Häftlinge und 4 Wärter starben.
Im Verlauf des Bürgerkriegs in Algerien in den 1990er Jahren hatten sich die Konflikte zwischen islamistischen Gruppen und den Sicherheitskräften zugespitzt. Die Gewalt ging von beiden Seiten aus, für die Sicherheitskräfte sind zahlreiche Fälle von illegalen Hinrichtungen von politischen Gegnern und Häftlingen dokumentiert. Ferner ist bestätigt, dass die Sicherheitskräfte mit Milizen gegen die Aufständischen vorgingen, von den Tausenden von Toten durch die Sicherheitskräfte wurden Hunderte extralegal hingerichtet.
Im Serkadji-Gefängnis, einem Hochsicherheitsgefängnis in der Hauptstadt Algier, waren 1995 etwa 1500 Gefangene eingesperrt, ca. 1000 von ihnen wegen eines Terrorismus-Vorwurfs angeklagt oder verurteilt.
Am Dienstagabend, dem 21. Februar 1995, hatten „mit selbstgefertigten Messern und anderen Waffen ausgerüstete“ Häftlinge sieben Wachleute als Geiseln genommen. Nach Angaben der Zeitung Liberté forderten die Meuterer die Freilassung von drei Funktionären der Islamischen Heilsfront (FIS). Der Aufstand sei von etwa 40–50 Gefangenen ausgelöst worden, um etwa 1000 Häftlingen die Flucht zu ermöglichen. Als die Sicherheitskräfte das Gefängnis stürmten, versuchte der FIS-Vorsitzende Abdelkader Hachani zwischen beiden Seiten vergebens zu vermitteln.
Es wurden mindestens zwölf Wärter verletzt und vier der Geiseln getötet sowie eine Person der stürmenden Sicherheitskräfte, ferner wurden 96 Häftlinge getötet. Unter den Toten befanden sich zwei Anführer der Bewaffneten Islamischen Gruppe (GIA). Lembarek Boumaarafi, der wegen der Ermordung des algerischen Präsidenten 1992 verurteilt wurde, wurde wahrscheinlich getötet. Der Tagesspiegel spricht einen Tag später davon, dass er verletzt überlebt habe. Der FIS-Führer Ikhlef Cherati sei getötet worden.
Die FIS sprach nach dem Massaker von Vorsätzlichkeit der Sicherheitsbehörden. Die Aktion wurde als „vorsätzliches Massaker bezeichnet, bei dem 200 Häftlinge systematisch umgebracht worden seien.“ Der diplomatische Vertreter der FIS in Washington Anwar Haddam forderte eine unabhängige Untersuchung der Vorgänge.
Die Gefängnisleitung erlaubte den Hinterbliebenen nicht, die Toten vor der Beerdigung zu sehen. Die Familien wurden nicht informiert, dass ihre Angehörigen tot seien, bis diese in anonymen Gräbern mit der Aufschrift „x Algérien.“ beerdigt waren. Die Gräber waren unmarkiert und ließen keine Rückschlüsse auf die Begrabenen zu. Es gab Hinweise, dass einige der Gefangen, durch Granatwürfe in die beengten Zellen, verstümmelt waren. Amnesty International merkte an, dass annähernd zwei Jahre nach dem Vorfall noch keine unabhängige Untersuchung durchgeführt worden sei. Eine internationale medizinische Delegation erhielt keinen Zutritt zu den Toten oder Akten. Es wurden massive Unregelmäßigkeiten hinsichtlich der Arbeit der staatlichen algerischen Untersuchungsgruppe festgestellt. Amnesty resümierte: „Die Tatsache, daß bis heute noch keine angemessene Untersuchung durchgeführt wurde, kann die Sorge über den fehlenden Willen, die Verantwortlichen für extralegale Hinrichtungen und andere Verstöße zur Rechenschaft zu ziehen, nur steigern.“